# Long Beach (Minnesota)
Long Beach ist eine Kleinstadt (mit dem Status „City“) im Pope County im US-amerikanischen Bundesstaat Minnesota. Das U.S. Census Bureau hat bei der Volkszählung 2020 eine Einwohnerzahl von 338 ermittelt.

## Geografie
Long Beach liegt im mittleren Westen Minnesotas am nordöstlichen Ufer des Lake Minnewaska. Die geografischen Koordinaten von Long Beach sind 45°39′17″ nördlicher Breite und 95°25′03″ westlicher Länge. Das Stadtgebiet erstreckt sich über eine Fläche von 4,07 km², die sich auf 3,76 km² Land- und 0,31 km² Wasserfläche verteilen.
Benachbarte Orte von Long Beach sind Glenwood (an der östlichen Stadtgrenze), Starbuck (11,5 km westsüdwestlich entlang des Seeufers), Lowry (13,3 km nordwestlich) und Forada (21,7 km nördlich).
Die nächstgelegenen größeren Städte sind Fargo in North Dakota (195 km nordwestlich), Duluth am Oberen See (339 km nordöstlich), Minneapolis (199 km südöstlich), Minnesotas Hauptstadt Saint Paul (218 km in der gleichen Richtung) und Sioux Falls in South Dakota (307 km südsüdwestlich).

## Verkehr
Die Minnesota State Routes 28 und 29 verlaufen auf einer gemeinsamen Strecke entlang des Seeufers als Hauptstraße durch Long Beach. Alle weiteren Straßen sind untergeordnete teils unbefestigte Fahrwege sowie innerörtliche Verbindungsstraßen.
Mit dem Glenwood Municipal Airport befindet sich 9,4 km östlich von Long Beach ein kleiner Flugplatz. Der nächste Großflughafen ist der Minneapolis-Saint Paul International Airport (218 km südöstlich).

## Demografische Daten
Nach der Volkszählung im Jahr 2010 lebten in Long Beach 335 Menschen in 147 Haushalten. Die Bevölkerungsdichte betrug 89,1 Einwohner pro Quadratkilometer. In den 147 Haushalten lebten statistisch je 2,28 Personen.
Ethnisch betrachtet bestand die Bevölkerung mit fünf Ausnahmen nur aus Weißen. Unabhängig von der ethnischen Zugehörigkeit waren 0,3 Prozent (eine Person) der Bevölkerung spanischer oder lateinamerikanischer Abstammung.
19,1 Prozent der Bevölkerung waren unter 18 Jahre alt, 59,1 Prozent waren zwischen 18 und 64 und 21,8 Prozent waren 65 Jahre oder älter. 49,9 Prozent der Bevölkerung war weiblich.

Das mittlere jährliche Einkommen eines Haushalts lag bei 74.375 USD. Das Pro-Kopf-Einkommen betrug 39.710 USD. 2,5 Prozent der Einwohner lebten unterhalb der Armutsgrenze.